# Juan Caramuel y Lobkowitz
Juan Caramuel y Lobkowitz, o anche Lobkowicz; in italiano Giovanni Caramuele (Madrid, 23 maggio 1606 – Vigevano, 7 settembre 1682), è stato un vescovo cattolico e matematico spagnolo.

## Biografia
Nacque a Madrid da Lorenzo Caramuel, un aristocratico fiammingo il cui padre, Eugenio, si era trasferito in Spagna come ministro di Carlo V, e da Caterina Frisse Lobkowitz, legata da rapporti di parentela sia con la casa reale danese che con la nobile famiglia boema dei Lobkowitz (ovvero Lobkowicz).
Fanciullo prodigio, già in tenera età conosceva l'astronomia, insegnatagli dal padre e le lingue orientali. Dottore in filosofia a 15 anni, entrò nell'ordine cistercense. Nel 1626 insegnava teologia a Salamanca, nel 1638 si laureò in teologia a Lovanio. Nel 1645 andò a Vienna come ambasciatore presso l'imperatore Ferdinando III, che ne utilizzò l'abilità di ingegnere militare, già dimostrata nel 1635 a Lovanio contro il duca d'Orange e a Frankenthal contro i Francesi. Nominato vicario generale di una ricca abbazia di Praga, introdusse in Austria il canto gregoriano. Nel 1648 difese Praga assediata dagli Svedesi, alla testa di un corpo di volontari, formato di ecclesiastici. Chiamato a Roma nel 1655 da papa Alessandro VII, fu nominato consultore delle congregazioni del Santo Uffizio e dei Riti, dove le sue opinioni incontrarono poco favore. Nominato vescovo di Campagna, nel Regno di Napoli, vi fondò tra il 1657 e il 1660 una stamperia, dalla quale uscirono volumi con bei caratteri, frontespizi ornati, illustrazioni originali: creò anche una Typographia Episcopalis Satrianensis (distrutta) e un'altra a Sant'Angelo Le Fratte, attiva nel biennio 1664-65. Di lì, obbedendo agli ordini della Santa Sede e del viceré di Napoli, la riportò a Campagna, dove abbondante fu la produzione.
Nel 1673 fu promosso alla sede di Vigevano, dove progettò la nuova facciata della cattedrale, priva di rapporti con le dimensioni e la posizione della chiesa retrostante, ma stupenda chiusura scenografica della piazza Ducale. A Vigevano Caramuel fondò nel 1681 una stamperia, provvista di caratteri latini, greci, ebraici, siriaci, arabi, etiopici. Il suo interesse alla tipografia è documentato dall'opera Syntagma de arte typographica (Lione, 1664): un opuscolo di 15 pagine in cui egli tratta molti temi: scrittura, carta, arte tipografica, uomini addetti, generi di caratteri, stampa a due colori, dedicatoria, prologo e indici, licenza e censura, bozze, esemplari, lavoro dei tipografi, correzione apostolica, limiti della tolleranza. «Caramuel fu un maestro dell'Arte tipografica di fama universale, poiché i precetti fissati nel Syntagma, elaborati a S. Angelo e stampati a Lione, in un'epoca in cui non esistevano opere similari, ebbero larga diffusione in quasi tutti i Paesi d'Europa.»
Caramuel scrisse più di 70 opere, molte delle quali in parecchi volumi e si occupò di tutto lo scibile; matematica, astronomia, scienze naturali, teologia, filosofia, grammatica, musica, meccanica, fortificazioni, diritto canonico e pubblico, storia; scrisse versi ed opere mistiche; leggeva 24 lingue, inventò una lingua universale a segni, una nuova terminologia per la filosofia e la teologia, costruì degli automi, ecc.
Grande esperto di Cabala, Caramuel premise un Iudicium alla traduzione in ebraico della Summa contra Gentiles realizzata da Giuseppe Ciantes (1657). Nel Iudicium uno dei più duri e sistematici attacchi alle speculazioni cabbalistiche in area cattolica, «Caramuel (che ha di mira soprattutto la dottrina dell'inconoscibilità di Dio) condanna tali speculazioni non soltanto come empie, ma anche e soprattutto come assurde. «Ergo videant Rabbini, si veritatem amant, ad quem magnas, et manifestas impietates, & absurditates eos haec קַבָּלָה, Cabala, seu Theologia Sublimis, & Secreta reducat. Quid enim aut absurdius aut indignius homine rationali, quam asserere Deum non esse Deum, & tamen hoc ex Rabbinorum male pexis sententijs euidenter deducitur».»
Caramuel era in attivo rapporto epistolare con i più famosi studiosi dell'epoca: i filosofi René Descartes e Pierre Gassendi; lo scienziato gesuita Athanasius Kircher; il frate cappuccino ceco e astronomo Antonius Maria Schyrleus de Rheita, il medico boemo Jan Marek Marci, papa Alessandro VII (Fabio Chigi), che era un grande ammiratore del suo lavoro; l'astronomo belga Godefroy Wendelin, il teologo Antonino Diana, Giovanni Battista Hodierna, Johannes Hevelius, Tommaso Cornelio, Valeriano Magni, Juan Eusebio Nieremberg e molti altri. Fu socio dell'Accademia degli Investiganti.

## L'opera di matematico
Nella Mathesis biceps del 1670 espose i principi generali della rappresentazione dei numeri usando una base diversa da 10, che si inserisce nel quadro della ricerca che infine porterà al calcolo binario. Propose inoltre un metodo per la trisezione degli angoli e sviluppò un proprio sistema di logaritmi. Infine studiò un sistema per determinare la longitudine sulla base della posizione della luna.
Caramuel dimostrò un interesse pionieristico per la probabilità (cioè per l’«aleae geometria», come allora si diceva), un settore nuovo della matematica che nel 1657 aveva visto, dopo le iniziali ricerche del Pascal e del Fermat, la prima sistematica esposizione del calcolo fatta da Christiaan Huygens nel De ratiociniis in ludo aleae. Una lunga sezione del secondo volume della Mathesis nova del 1670 (Kybeia, quæ Combinatoriæ genus est, de Alea, et ludis fortunæ serio disputans) tratta di combinazioni, giochi, lotterie e include una ristampa integrale del De ratiociniis dell'Huygens.

## Genealogia episcopale
La genealogia episcopale è:
- Cardinale Guillaume d'Estouteville, O.S.B.Clun.
- Papa Sisto IV
- Papa Giulio II
- Cardinale Raffaele Sansone Riario
- Papa Leone X
- Papa Clemente VII
- Cardinale Antonio Sanseverino, O.S.Io.Hieros.
- Cardinale Giovanni Michele Saraceni
- Papa Pio V
- Cardinale Innico d'Avalos d'Aragona, O.S.Iacobi
- Cardinale Scipione Gonzaga
- Patriarca Fabio Biondi
- Papa Urbano VIII
- Cardinale Cosimo de Torres
- Cardinale Francesco Maria Brancaccio
- Vescovo Juan Caramuel y Lobkowitz, O.Cist.

## Opere

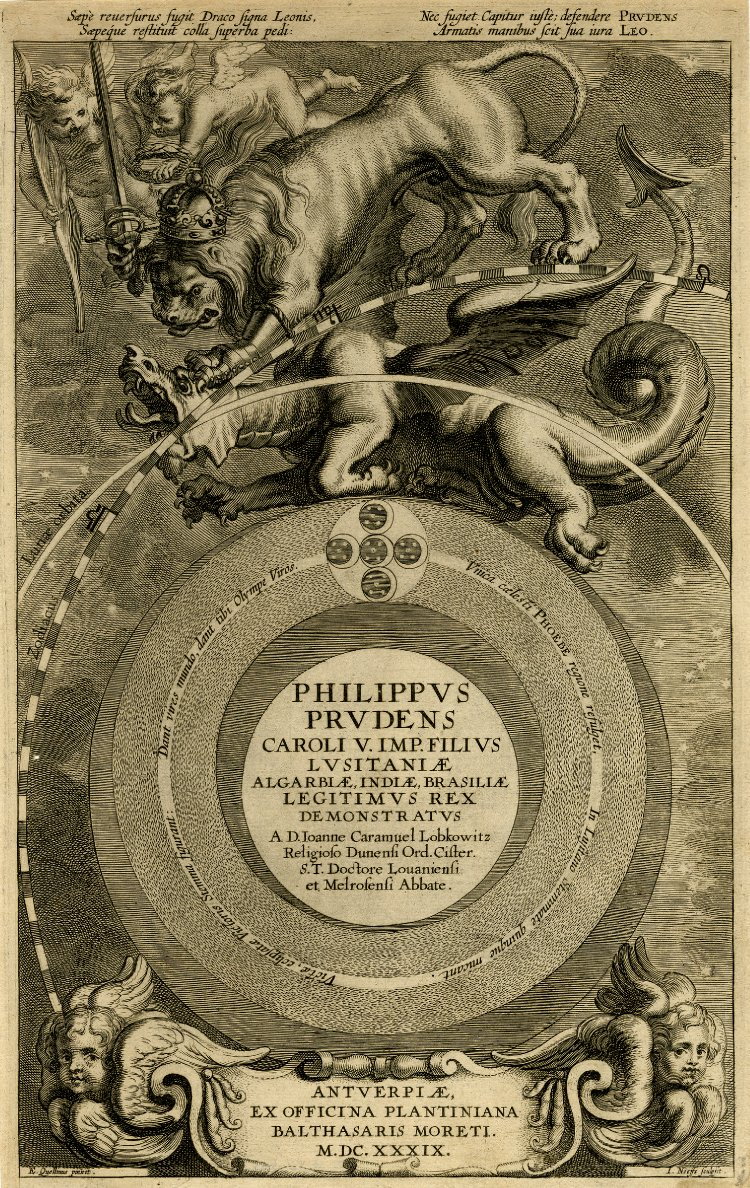
Frontespizio del Philippus Prudens. Stampa realizzata da Jacob Neefs su disegno di Erasmus Quellinus il Giovane

### Teologia morale
- Theologia moralis ad prima, eaque clarissima principia reducta, Lovaina, 1643.
- In D. Benedecti Regulam commentarius, Brujas, 1640,
- Theologia Regularis, Francoforte, 1646-48, Venezia, 1651, Lione, 1665.
- Theologia moralis fundamentalis, Francfurt, 1652: edit. secunda auctior, in qua reiectis plurimis sententiis extremis (laxis), quas merito nec veritas, nec Theologorum prudentia admittit, et coire iussis multisque opinionibus mediis (benignis), fundamentales assertiones ponuntur..., Roma, 1656.
- Theol. Moral. Fund. T. secundus, De Decálogo, de Sacramentis, et Sacramentalibus, Roma, 1656.
- Est Theol. Fund., T. III, Lione, 1644.
- Theologia Praeterintentionalis. De effectibus, qui licet certo futuri praenoscantur, nihilominus praeter aut etiam contra voluntatem evenire, adeoque homini non posse imputari dicuntur, Lione, 1664.
- Trismegistus Theologicus cuius Tomi tres: in quibus tres virtuales et morales maxime, quae subcollant Restictionum doctrinam edisseruntur Vigevano, 1679; contiene un cuarto tomo no anunciado en el título: Crites de sensibilium restrictionum in praxi.
- Moralis seu Politica Logica, Vigevano, 1680, (BNM 3/45779-80).

### Opere filosofiche
- Rationalis et realis philosophiae, Lovaina, 1642.
- Severa argumentandi methodus, Douai, 1643.
- Theologia rationalis Pars Prior, Praecursor logicus complenctens Grammaticam audacem Pars altera, Hercules logici Labores, Francoforte, 1654-55, (Donde pone Theologia, debe poner Philosophia, como advierte el mismo Caramuel en Math. Biceps, t. I, cuando escribe que el título completo debe ser: Philosophia rationalis. Metalogica. Disputationes de Logicae essentia, proprietatibus, et operationibus, Francoforte, 1654).
- Apparatus Philosophicus, de omnibus scientiis, et artibus breviter disputans, Fráncfort, 1657, segunda edición, Colonia, 1665.
- Pandoxium physico-Ethicum, cius tomi sunt tres: Primusque Logicam, secundus Philosophiam, et tertius Theologiam realiter et moraliter dilucidat, Campagna, 1668.
- Critica Philosophica. Artium Scholasticorum cursum exhibens, Vigevano, 1681.
- Leptoptatos latine subtilissimus Dialectum Metaphysicam brevissimam, facillimam, et significantissimam exhibet, Vigevano, 1671.

### Matematica, astronomia, fisica, architettura, tipografia

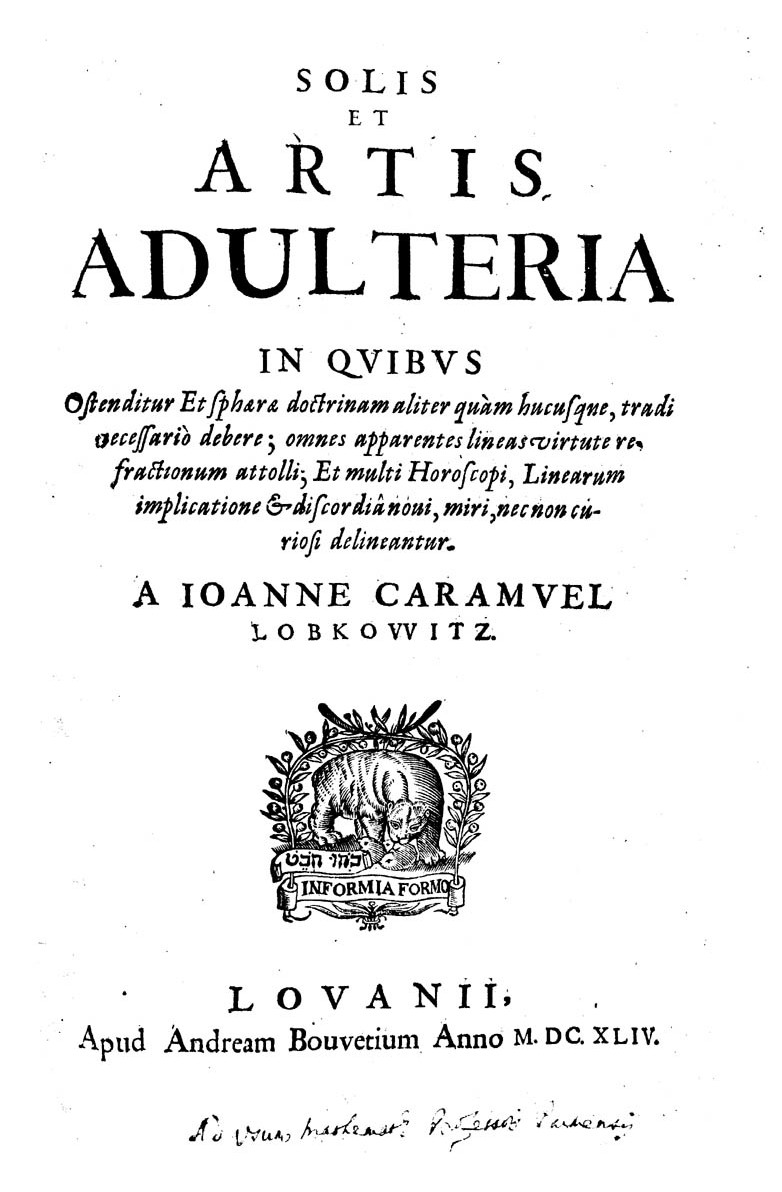
Solis et artis adulteria, 1644

- Coelestes Metaphoses, Bruxelles, 1639.
- Sublimum ingeniorum crux: lapsum gravium accurate consulta experientia metitur, Lovaina, 1642.
- Novem Stellae circa Iovem, Lovaina, 1643 (nello stesso volume, Perpendiculorum inconstantia, Lovaina, 1643).
- (LA) Solis et artis adulteria, Leuven, André Bouvet, 1644.
- (LA) Mathesis biceps, vol. 1, Lyon, Laurent Anisson, 1667.
- (LA) Mathesis nova, Campagna, Sebastiano Alecci, 1670.
- Arquitectura civil recta y oblicua..., Vigevano, C. Corrado, 1678[-1679].
- Syntagma de arte typographica, Tratado del Arte Tipográfico y de los deberes de cuantos publican libros o participan en su edición, Salamanca, Instituto de Historia del Libro y la Lectura, 2004.

### Linguistica
- Primus Calamus ob oculos ponens Metametricum quae variis currentium, recurrentium, adscendentium... multiformes labyrintos exornat, Romae: Fabius Falconius, 1663.
  - Seconda edizione: Primus Calamus ob oculos exhibens Rhithmicam quae Hispanicos, Italicos, Gallicos, Germanicos, Campagna, Ex officina Episcopalis, 1668.
- Laberintos, Madrid, Visor, 1981.

### Altre
- (LA) Philippus prudens, Antverpiae, ex officina Plantiniana Balthasaris Moreti, 1639.

## Stemma
| Immagine | Blasonatura |
| -------- | --- |
| \| \|    | Juan Caramuel y Lobkowitz Vescovo di Vigevano Stemma della famiglia Lobkowitz. Lo scudo, accollato a una croce astile d'oro, posta in palo, è timbrato da un cappello con cordoni e nappe di verde. Le nappe, in numero di dodici, sono disposte sei per parte, in cinque ordini di 1, 2, 3. |
|          | |